# Монтей Елліс
Монтей Елліс (англ. Monta Ellis; нар. 26 жовтня 1985, Джексон, Міссісіпі, США) — американський професійний баскетболіст, виступав на позиції атакувального захисника за декілька команда НБА.

## Ігрова кар'єра
Починав грати у баскетбол у команді старшої школи Ланьє (Джексон, Міссісіпі). Приводив команду до чемпіонства штату. Після закінчення школи відмовився від навчання в колледжі, а зразу виставив свою кандидатуру на драфт НБА.
2005 року був обраний у другому раунді драфту НБА під загальним 40-м номером командою «Голден-Стейт Ворріорс». Професійну кар'єру розпочав 2005 року виступами за тих же «Голден-Стейт Ворріорс», захищав кольори команди з Окленда протягом наступних 7 сезонів. 24 лютого 2007 року в матчі проти «Лос-Анджелес Кліпперс» зробив рекордні для себе 13 результативних передач. 17 березня в матчі проти «Сіетл Суперсонікс» зробив 6 перехоплень. В своєму другому сезоні загалом значно покращив гру і статистичні показники, наслідком чого стало вручення нагороди Найбільш прогресуючому гравцю НБА.
24 січня 2008 року провів найрезультативніший матч у кар'єрі, набравши 39 очок проти «Нью-Джерсі Нетс». 25 листопада 2009 року в матчі проти «Сан-Антоніо» покращив цей показник до 42 очок, а 30 листопада в матчі проти «Індіани» — до 45. 3 лютого 2010 року в матчі проти «Далласа» набрав уже 46 очок. 7 лютого 2012 року в матчі проти «Оклахома-Сіті Тандер» набрав 48 очок.
З 2012 по 2013 рік грав у складі «Мілвокі Бакс», куди разом з Кваме Брауном та Епе Юдо був обміняний на Ендрю Богута та Стівена Джексона. 12 листопада 2012 року в матчі проти «Атланти» набрав 27 очок та рекордні для себе 17 асистів.
2013 року перейшов до «Даллас Маверікс», у складі якої провів наступні 2 сезони своєї кар'єри.
2015 року став гравцем «Індіана Пейсерз», де провів два роки. 6 липня 2017 року був відрахований з команди.

## Статистика виступів в НБА
| * | Лідер ліги |

### Регулярний сезон
| Сезон             | Команда                 | GP  | GS  | MPG   | FG%  | 3P%  | FT%  | RPG | APG | SPG | BPG | PPG  |
| ----------------- | ----------------------- | --- | --- | ----- | ---- | ---- | ---- | --- | --- | --- | --- | ---- |
| 2005–06           | «Голден-Стейт Ворріорс» | 49  | 3   | 18.1  | .415 | .341 | .712 | 2.1 | 1.6 | .7  | .2  | 6.8  |
| 2006–07           | «Голден-Стейт Ворріорс» | 77  | 53  | 34.3  | .475 | .273 | .763 | 3.2 | 4.1 | 1.7 | .3  | 16.5 |
| 2007–08           | «Голден-Стейт Ворріорс» | 81  | 72  | 37.9  | .531 | .231 | .767 | 5.0 | 3.9 | 1.5 | .3  | 20.2 |
| 2008–09           | «Голден-Стейт Ворріорс» | 25  | 25  | 35.7  | .451 | .308 | .830 | 4.3 | 3.7 | 1.6 | .3  | 19.0 |
| 2009–10           | «Голден-Стейт Ворріорс» | 64  | 64  | 41.4* | .449 | .338 | .753 | 4.0 | 5.3 | 2.2 | .4  | 25.5 |
| 2010–11           | «Голден-Стейт Ворріорс» | 80  | 80  | 40.3* | .451 | .361 | .789 | 3.5 | 5.6 | 2.1 | .3  | 24.1 |
| 2011–12           | «Голден-Стейт Ворріорс» | 37  | 37  | 36.9  | .433 | .321 | .812 | 3.4 | 6.0 | 1.5 | .3  | 21.9 |
| 2011–12           | «Мілвокі Бакс»          | 21  | 21  | 36.0  | .432 | .267 | .764 | 3.5 | 5.9 | 1.4 | .3  | 17.6 |
| 2012–13           | «Мілвокі Бакс»          | 82  | 82  | 37.5  | .416 | .286 | .773 | 3.9 | 6.0 | 2.1 | .4  | 19.2 |
| 2013–14           | «Даллас Маверікс»       | 82  | 82  | 36.9  | .451 | .330 | .788 | 3.6 | 5.7 | 1.7 | .3  | 19.0 |
| 2014–15           | «Даллас Маверікс»       | 80  | 80  | 33.7  | .445 | .285 | .752 | 2.4 | 4.1 | 1.9 | .3  | 18.9 |
| 2015–16           | «Індіана Пейсерз»       | 81  | 81  | 33.8  | .427 | .309 | .786 | 3.3 | 4.7 | 1.9 | .5  | 13.8 |
| 2016–17           | «Індіана Пейсерз»       | 74  | 33  | 27.0  | .443 | .319 | .727 | 2.8 | 3.2 | 1.1 | .4  | 8.5  |
| Усього за кар'єру | Усього за кар'єру       | 833 | 713 | 34.8  | .451 | .314 | .772 | 3.5 | 4.6 | 1.7 | .3  | 17.8 |

### Плей-оф
| Сезон             | Команда                 | GP | GS | MPG  | FG%  | 3P%  | FT%  | RPG | APG | SPG | BPG | PPG  |
| ----------------- | ----------------------- | -- | -- | ---- | ---- | ---- | ---- | --- | --- | --- | --- | ---- |
| 2007              | «Голден-Стейт Ворріорс» | 11 | 6  | 21.6 | .390 | .111 | .821 | 2.3 | .9  | .9  | .2  | 8.0  |
| 2013              | «Мілвокі Бакс»          | 4  | 4  | 38.0 | .436 | .158 | .375 | 3.3 | 5.5 | 2.5 | .3  | 14.3 |
| 2014              | «Даллас Маверікс»       | 7  | 7  | 35.6 | .409 | .353 | .871 | 2.4 | 2.9 | 1.3 | .1  | 20.4 |
| 2015              | «Даллас Маверікс»       | 5  | 5  | 39.4 | .468 | .367 | .750 | 3.2 | 5.2 | 2.0 | .6  | 26.0 |
| 2016              | «Індіана Пейсерз»       | 7  | 7  | 32.1 | .434 | .333 | .800 | 3.9 | 4.3 | 2.1 | .0  | 11.6 |
| 2017              | «Індіана Пейсерз»       | 4  | 2  | 18.9 | .400 | .250 | .800 | 2.0 | 1.3 | .5  | .3  | 5.5  |
| Усього за кар'єру | Усього за кар'єру       | 38 | 31 | 29.9 | .427 | .298 | .755 | 2.8 | 3.0 | 1.5 | .2  | 13.7 |